# Les Deux Timides (film, 1943)
Pour les articles homonymes, voir Les Deux Timides.
Pour plus de détails, voir Fiche technique et Distribution.
Les Deux Timides est un film français réalisé par Yves Allégret (sous le pseudonyme d'Yves Champlain), Marc Allégret et Marcel Achard co-réalisateurs n'étant pas crédités au générique, sorti en 1943.

## Fiche technique
- Titre français : Les Deux Timides
- Réalisation : Yves Allégret, Marc Allégret et Marcel Achard
- Scénario et adaptation : Marcel Achard, d'après la pièce éponyme d'Eugène Labiche
- Dialogue : Claude-André Puget
- Décors : Paul Bertrand
- Photographie : Philippe Agostini
- Son : Marcel Courmes
- Montage : Roger Spiri-Mercanton
- Musique : Jean Marion, Germaine Tailleferre
- Production : Roger Le Bon
- Société de production : Les Films Imperia
- Société de distribution : Gray Films
- Pays d’origine :  France
- Langue originale : français
- Format : Noir et blanc - 35 mm - 1,37:1 - Mono
- Genre : Comédie
- Durée : 83 minutes
- Dates de sortie : 
  - France, 3 mars 1943
- Affiche : Jacques Bonneaud (France)

## Distribution
- Pierre Brasseur : Vancouver
- Claude Dauphin : Jules Frémissin
- Jacqueline Laurent : Cécile Thibaudier
- Félicien Tramel : Thibaudier
- Gisèle Préville : Cécile Vancouver
- Denise Roux : Annette
- Fernand Charpin : Van Putzeboom
- Jane Marken : tante Valérie
- Marie Caplie : Lisbeth Van Putzeboom
- Gisèle Pascal : une jeune fille
- Renée Reney : une jeune fille
- Monique Garbo : une jeune fille
- Germaine Lespagnol : une jeune fille
- Henri Guisol : Anatole Garadou
- Yves Deniaud : le commis-voyageur
- Gaston Orbal : Dardenbœuf
- Pierre Prévert : Verdinet
- Lucien Callamand : Claquepont
- Marc Doelnitz : le militaire

## Autour du film
- Ce film est le remake du film Les Deux timides de René Clair sorti en 1929.